# Michal Zach
Michal Zach (* 21. März 1969 in Prag) ist ein ehemaliger tschechischer Fußballspieler und derzeitiger Fußballtrainer.

## Spielerkarriere
Zach verbrachte seine gesamte Karriere bei Aritma Prag, abgesehen von seiner Wehrdienstzeit, in der er für Dukla Hranice spielte.

## Trainerkarriere
Bereits mit 21 Jahren begann Zach seine Trainerlaufbahn, bei Aritma trainierte er eine Jugendmannschaft. Anschließend war er von 1993 bis 2000 bei Spolana Neratovice tätig, zunächst im Juniorenbereich, später als Co-Trainer, zuletzt als Cheftrainer. In der Saison 2000/01 war er Assistenztrainer bei FC MUS Most, im Folgejahr Coach des FC Střížkov in Prag. Von 2002 bis 2004 arbeitete er in Most als hauptverantwortlicher Trainer, ebenso wie in der Spielzeit 2004/05 beim MFK Ústí nad Labem.
Seine nächste Station war ab 2005 der Erstligist FC Slovan Liberec, wo er zwei Spielzeiten das Amt des Co-Trainers innehatte. Nach dem Abgang von Vitězslav Lavička übernahm er zur Saison 2007/08 den Cheftrainerposten. Nach nur sechs Punkten aus neuen Spielen wurde er am 6. Oktober 2007 entlassen.
Zach wurde wenig später Co-Trainer bei Bohemians 1905, nach dem Rücktritt von Cheftrainer Zbyněk Busta am 10. April 2008 übernahm er dessen Position.
| Personendaten    | Personendaten                             |
| ---------------- | ----------------------------------------- |
| NAME             | Zach, Michal                              |
| KURZBESCHREIBUNG | tschechischer Fußballspieler und -trainer |
| GEBURTSDATUM     | 21. März 1969                             |
| GEBURTSORT       | Prag                                      |